# Aduna
Aduna est une commune du Guipuscoa dans la communauté autonome du Pays basque en Espagne, dans la vallée moyenne du fleuve Oria et fait partie de la comarque de Tolosaldea.

## Géographie
Il s'agit d'une petite municipalité rurale. Ce village d'Aduna est situé sur une colline qui domine la vallée du fleuve Oria. On y accède par une étroite route en pente à partir de l'autoroute A-1.

## Quartiers
Aduna est constitué d'une petite bourgade urbaine où vit approximativement 40 % de la population de cette municipalité. Les autres quartiers sont Elbarrena et Goiburu, situés respectivement plus bas et plus haut du centre de la municipalité.

## Localités limitrophes
Distante de 18 km de la capitale provinciale, Saint-Sébastien et 9 km de la capitale comarcale, Tolosa. L'importante municipalité d'Andoain ne se trouve qu'à seulement 4 km.
Les communes limitrophes d'Aduna sont Zizurkil au nord-est et à l'ouest, Villabona au sud et Andoain à l'est et au nord-est.

## Histoire
Aduna qui était un hameau, décida de s'unir à Tolosa en 1386. Recevant ainsi le for de celle-ci à condition de respecter les biens et les personnes mais conservant l'administration de ses rentes et profitant de ses montagnes basques. Aduna s'étant désengagé à contribuer aux frais d'intérêts communs avec Tolosa, c'est précisément pour cette raison qu'elle perdit un procès et se sépara de Tolosa. En 1450, elle s'agrège à Saint-Sébastien, après avoir appartenu à Tolosa pendant quelque 60 ans. Ces va-et-vient occasionnèrent de fortes batailles entre ces deux villes, chacune s'arrogeant la possession d'Aduna. Après 25 ans de conflits, la lutte se termina en 1478 et Aduna resta associée pour de bon à Saint-Sébastien bien que la distance reliant les deux villes soit le double par rapport à Tolosa. Elle restera ainsi jusqu'au XIXe siècle, période à laquelle elle obtiendra l'autonomie municipale en 1883.
Le 7 juin 1968 se produit à Aduna ce que l'on considère comme le premier attentat mortel réalisé par l'ETA dans son histoire, bien que le premier assassinat d'ETA fut probablement la mort d'une fillette par une bombe en 1960 et pour laquelle l'organisation n'a jamais reconnu les faits. L'attentat d'Aduna s'est produit lorsqu'une voiture, dans laquelle circulaient deux membres d'ETA, le célèbre Txabi Etxebarrieta et Iñaki Sarasketa, se font arrêter par la garde civile pour un banal contrôle routier. Pensant qu'ils étaient reconnus, Txabi Etxebarrieta descendra du véhicule et tira dans le dos du garde José Pardines Arcay et l'achèvera par la suite. Pardines deviendra ainsi la première victime officielle d'ETA. Ce même jour, Etxebarrieta meurt abattu par la police de Tolosa, devenant à son tour le premier militant d'ETA qui meurt de mort violente.

## Démographie
| 1900 | 1910 | 1920 | 1930 | 1940 | 1950 | 1960 | 1970 | 1981 | 1991 | 2000 | 2005 |
| ---- | ---- | ---- | ---- | ---- | ---- | ---- | ---- | ---- | ---- | ---- | ---- |
| 391  | 326  | 370  | 461  | 429  | 498  | 480  | 446  | 359  | 296  | 311  | 352  |

### Sources
- (es) Cet article est partiellement ou en totalité issu de l’article de Wikipédia en espagnol intitulé « Aduna » (voir la liste des auteurs).